# 中共中央东南分局
中共中央东南分局是中国共产党在抗日战争初期负责华东地区的领导机构，隶属于中共中央长江局（1938年10月后改称南方局）。负责长江以南的东南地区。分局书记项英，统战部长涂振农/黄道、民运部(部长邓振询)。管辖：
- 新四军军政委员会
- 江西省委
- 福建省委（不含闽西南）
- 浙江省委
- 皖南特委

1937年12月9日至14日的中共中央政治局会议决定撤销中共苏区中央分局，成立中共中央东南分局，由项英、曾山、陈毅、方方（未到职）组成，书记项英、副书记曾山。
1938年1月6日，中共中央东南分局正式成立，受中共中央和长江局双重领导，机关位于南昌明德邨4号（中共中央东南分局旧址），以新四军军部为掩护，书记项英，副书记兼组织部长曾山，宣传部长黄道，统战部长涂振农（后黄道），青年部长陈丕显，妇女部长陈少敏（后李坚真），秘书长郭潜（后温仰春、李一氓），巡视员谭启龙、谭余宝。
1938年1月，中共南昌临时工委成立，曾山兼任书记，涂振农兼任副书记并主持工作，郭潜任秘书长。
1938年4月，中共中央东南分局移驻南昌高升巷原张勋公馆（南昌新四军军部旧址）。
1938年8月2日，中共中央东南分局随着叶挺率领的新四军军部机关进驻泾县云岭。
1938年8月，中共中央批准中共江西省委成立，隶属中共中央东南分局，曾山兼任书记，副书记涂正坤，组织部长曾金生，宣传部长黄道，民运部长邓振询，妇女部长李坚真，青年部长钟效培，秘书长郭潜。
1938年11月，中共六届六中全会决定东南分局改为中共中央东南局，项英为书记，曾山为副书记兼组织部长。
1939年3月，正式改为东南局。
1940年下半年增补饶漱石为副书记。陈毅、袁国平、张云逸、邓子恢、黄道等为委员，宣传部长黄道（新四军驻南昌办事处主任），副部长薛尚实；统战部长黄道，民运部长邓子恢；青年部长陈丕显，副部长杨彬；妇女部长李坚真，副部长章蕴、邓六金；秘书长温仰春。东南局机关设在皖南泾县丁家山。管辖范围包括江西、浙江两省及福建、安徽、湖北、湖南、广东部分地区党的工作。1940年12月，中共中央决定东南局合并于中原局。1941年1月皖南事变发生后，东南局工作停止。1941年4月东南局与中原局合并成立华中局。 